# NGC 2044
NGC 2044 је расејано звездано јато у сазвежђу Златна риба које се налази на NGC листи објеката дубоког неба.
Деклинација објекта је - 69° 11' 55" а ректасцензија 5h 36m 6,0s. Привидна величина (магнитуда) објекта NGC 2044 износи 10,6 а фотографска магнитуда 10,7. NGC 2044 је још познат и под ознакама ESO 56-SC165.